# Ałła Łarionowa
Ałła Dmitrijewna Łarionowa, ros. Алла Дмитриевна Ларионова (ur. 19 lutego 1931 w Moskwie, zm. 25 kwietnia 2000 tamże) – radziecka aktorka teatralna i filmowa, uhonorowana tytułem Ludowego Artysty RFSRR.

## Wybrana filmografia
- 1961: Dwa życia jako Nina
- 1960: Zmartwychwstały po raz trzeci
- 1959: Ojcowie i dzieci jako Anna Siergiejewna Odincowa
- 1954: Królowa balu jako Anna
- 1953: Sadko jako Liubawa
- 1948: Czarodziej sadów

i inne